# Erwin Chargaff
Erwin Chargaff (* 11. August 1905 in Czernowitz, Bukowina, Österreich-Ungarn; † 20. Juni 2002 in New York) war ein österreichisch-amerikanischer Chemiker und Schriftsteller. Als Wissenschaftler auf den Gebieten der Biochemie und Genforschung lieferte Chargaff wichtige Beiträge zur Entschlüsselung der DNA-Struktur. Nach seiner Emeritierung 1974 machte er sich mit stilistisch geschliffenen, kritischen Essays als Wissenschaftskritiker einen Namen.

## Leben
Chargaff besuchte das Gymnasium Wasagasse in Wien, wo er dann ab 1923 zunächst kurz Philologie, bald aber Chemie an der dortigen Technischen Hochschule studierte. Damals verehrte er Karl Kraus, den unbestechlichen Kritiker seiner Zeit. 1928 schloss er sein Chemiestudium mit der Promotion ab. Sein Doktorvater war Fritz Feigl.
Mit einem Stipendium ging er als Fellow an die Yale University in den Vereinigten Staaten und betrieb dort Forschungen über die Lipide des Tuberkulosebakteriums. 1930 kehrte er nach Europa zurück und setzte diese Forschungen als Assistent für Chemie am Hygienischen Institut der Friedrich-Wilhelms-Universität Berlin fort. Dort arbeitete er bis 1933 auch an seiner Habilitationsschrift.
Chargaff stammte aus einer jüdischen Familie. Daher verließ er Deutschland 1933 nach der „Machtergreifung“ durch die Nationalsozialisten und wechselte nach Paris ans Institut Pasteur. 1935 emigrierte er in die USA und arbeitete an der New Yorker Columbia University, wo er ab 1938 als Assistenzprofessor und ab 1952 als Professor für Biochemie lehrte und forschte.
Nach seiner Emeritierung 1974 trat er vermehrt mit literarischen Arbeiten an die Öffentlichkeit. Sein Nachlass befindet sich im Deutschen Literaturarchiv Marbach und in Philadelphia.

## Der Forscher
Erwin Chargaff stellte die nach ihm benannten Chargaff’schen Regeln auf: Nachdem er in der zweiten Hälfte der 1940er Jahre festgestellt hatte, dass in der DNA jedes untersuchten Lebewesens die von Albrecht Kossel entdeckten Basen Adenin und Thymin sowie Cytosin und Guanin jeweils immer im gleichen molaren Verhältnis (1:1) vorkommen, formulierte er die Regel, dass diese Basen stets paarweise auftreten. Damit erbrachte Chargaff einen wichtigen Beitrag zur Erforschung der DNA. Seine Arbeiten halfen James Watson und Francis Crick bei der bahnbrechenden Entdeckung, dass die DNA als Spirale der Doppelhelix-Struktur angeordnet ist. Bei der Verleihung des Nobelpreises dafür im Jahr 1962 wurde Chargaff allerdings nicht bedacht. 
Nicht berücksichtigt wurde auch Rosalind Franklin, deren Forschungsarbeiten Watson und Crick wichtige Einsichten verdankten: Watson besuchte Ende 1952 am King’s College in London Maurice Wilkins, der ihm DNA-Röntgenaufnahmen von Rosalind Franklin zeigte, und zwar ohne das Wissen und gegen den Willen von R. Franklin. Watson sah sofort, dass es sich bei dem Molekül um eine Doppel-Helix handeln musste; Franklin selbst hatte dazu bereits eine mathematische Analyse der Beugungsdaten durchgeführt. Auch der Bericht mit den Berechnungsergebnissen von Franklins Analyse wurde heimlich an Watson und Crick weitergegeben. Damit gelang es Watson und Crick in kürzester Zeit, die Molekularstruktur am Cavendish-Laboratorium der Universität von Cambridge korrekt herzuleiten. Ihr Doppelhelix-Modell der DNA mit den Basenpaaren in der Mitte wurde am 25. April 1953 in der Zeitschrift Nature publiziert.
Für ihre Publikationen zur Molekularstruktur der Nukleinsäuren und deren Bedeutung für die Informationsübertragung in lebenden Organismen erhielten Watson und Crick zusammen mit Maurice Wilkins 1962 den Nobelpreis für Medizin. Rosalind Franklin, deren Röntgenbeugungsdiagramme wesentlich zur Entschlüsselung der DNA-Struktur beigetragen hatten, war zu diesem Zeitpunkt bereits verstorben und konnte daher nicht mehr nominiert werden. Ihr Anteil an der Entdeckung wurde vom Nobelkomitee nicht erwähnt.
Chargaff selbst hatte Francis Crick und James Watson zunächst nicht ernst genommen, da ihm die beiden zu wenig Fachwissen in Chemie besaßen. In einem Gespräch mit Chargaff konnte Crick wichtige Molekülstrukturen nicht wiedergeben. Watson machte im selben Gespräch unpassende Anmerkungen, die seine Unkenntnis auf dem Gebiet der Chemie verrieten. Chargaff nannte die jungen Kollegen im Anschluss „wissenschaftliche Clowns“.

## Die Chargaff’schen Regeln
Siehe: Chargaff-Regeln
1. Die Basenzusammensetzung der DNA ist von Spezies zu Spezies verschieden. Die DNA jeder Spezies besteht nur aus den vier „Grundnukleotiden“ dAMP, dCMP, dGMP und dTMP.
2. In allen DNA-Molekülen gilt: A=T und C=G; hingegen gleicht die Menge A+G der Menge T+C.
3. DNA-Proben aus unterschiedlichen Geweben eines Individuums sind gleich.
4. Die Basenzusammensetzung der DNA einer Spezies ist unabhängig von Alter, Ernährungszustand und Lebensraum.

## Der Schriftsteller
Als Autor pflegte Chargaff die Form des Essays. Er knüpfte dabei an Karl Kraus an, dessen Vorlesungen er in seiner Wiener Studienzeit besucht hatte. Chargaff setzte sich in seinen Essays kritisch mit gesellschaftlichen, politischen und kulturellen Erscheinungen auseinander, besonders aber mit der aktuellen Wissenschaft, und hier vor allem mit seinem eigenen langjährigen Fachgebiet, der genetischen Forschung.

## Werke (auf Deutsch)
Alle hier angeführten Werke sind im Klett-Cotta Verlag, Stuttgart, erschienen.
- Das Feuer des Heraklit. Skizzen aus einem Leben vor der Natur. 1979, ISBN 3-608-95134-2.
- Unbegreifliches Geheimnis. Wissenschaft als Kampf für und gegen die Natur. 1980, ISBN 3-608-95452-X.
- Bemerkungen. 1981, ISBN 3-12-901631-7.
- Warnungstafeln. Die Vergangenheit spricht zur Gegenwart. 1982, ISBN 3-608-95004-4.
- Kritik der Zukunft. Essay. 1983, ISBN 3-608-93576-2.
- Gedichte. Privatdruck. 1985 (einmalige Auflage von 1.000 Exemplaren).
- Zeugenschaft. Essays über Sprache und Wissenschaft. 1985, ISBN 3-608-95373-6.
- Abscheu vor der Weltgeschichte. Fragmente vom Menschen. 1988, ISBN 3-608-93531-2.
- Alphabetische Anschläge. 1989, ISBN 3-608-95646-8.
- Vorläufiges Ende. Ein Dreigespräch. 1990, ISBN 3-608-95443-0.
- Vermächtnis. Essays. 1992, ISBN 3-608-95851-7.
- Über das Lebendige. Ausgewählte Essays. 1993, ISBN 3-608-95976-9.
- Armes Amerika – Arme Welt. 1994, ISBN 3-608-93291-7.
- Ein zweites Leben. Autobiographisches und andere Texte. 1995, ISBN 3-608-93313-1.
- Die Aussicht vom 13. Stock. Neue Essays. 1998, ISBN 3-608-93433-2.
- Ernste Fragen. Essays. 2000, ISBN 3-608-93420-0.
- Brevier der Ahnungen. Eine Auswahl aus dem Werk. 2002, ISBN 3-608-93513-4.
- Stimmen im Labyrinth. Über die Natur und ihre Erforschung. 2003, ISBN 3-608-93580-0.
- Die Aussicht aus dem 13. Stock, Gespräch mit Ludger Bült, 55 Minuten, Ursendung: 10. August 2000, MDR Kultur

## Auszeichnungen und Mitgliedschaften
- 1961: Mitglied der American Academy of Arts and Sciences
- 1963: Prix Charles-Léopold Mayer
- 1964: H.P.-Heineken-Preis für Biochemie und Biophysik
- 1965: Mitglied der National Academy of Sciences
- 1971: Mitglied der Leopoldina
- 1973: Gregor-Mendel-Medaille
- 1974: National Medal of Science
- 1979: Mitglied der American Philosophical Society[6]
- 1984: Johann-Heinrich-Merck-Preis
- 1990: Großes Goldenes Ehrenzeichen für Verdienste um die Republik Österreich[7]
- 1994: Preis der Stadt Wien für Publizistik
- 1994: Österreichisches Ehrenzeichen für Wissenschaft und Kunst
- 2000: Friedrich-Märker-Preis

## Nachrufe
- Lothar Jaenicke: Die Fackel des Erwin Chargaff und das Feuer des Heraklit fressen ihre Kinder. Angewandte Chemie 114, 2002, S. 4387–4390.
- Lothar Jaenicke: Ein Kämpfer mit den Fachmännern. Nachrichten aus der Chemie 50, 2002, S. 1228–1231.